# Coula (planten)
Coula is een geslacht van planten uit de familie Olacaceae. Het geslacht telt één soort die voorkomt in tropisch West-Afrika en westelijk Centraal-Afrika.

## Soorten
- Coula edulis Baill.